# Pericharax canaliculata
Pericharax canaliculata är en svampdjursart som beskrevs av Burton och Rao 1932. Pericharax canaliculata ingår i släktet Pericharax och familjen Leucettidae.
Artens utbredningsområde är havet utanför Indien. Inga underarter finns listade i Catalogue of Life.